# Kabupaten de Subang
Pour les articles homonymes, voir Subang.
Le kabupaten de Subang, en indonésien Kabupaten Subang, est un kabupaten d'Indonésie situé dans la province de Java occidental.

## Géographie
Subang est bordé :
- Au nord, par la mer de Java,
- À l'est, par les kabupaten d'Indramayu et Majalengka,
- Au sud, par celui de Bandung et
- À l'ouest, par ceux de Purwakarta et Karawang.

## Histoire

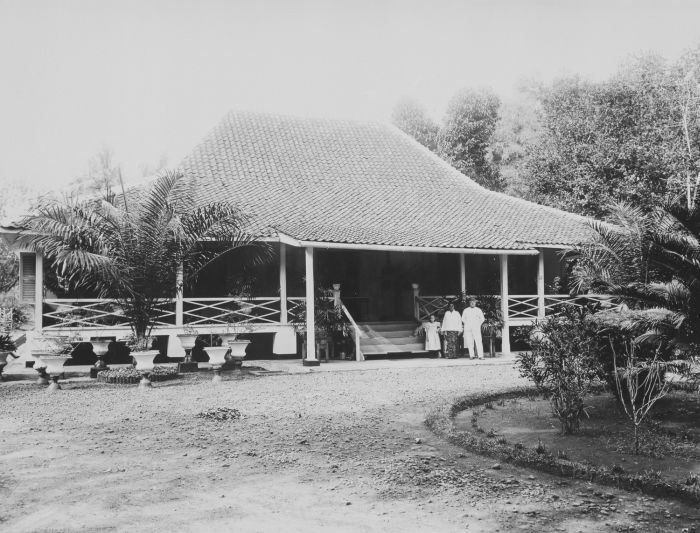
Maison de directeur de plantation à Subang dans les années 1930

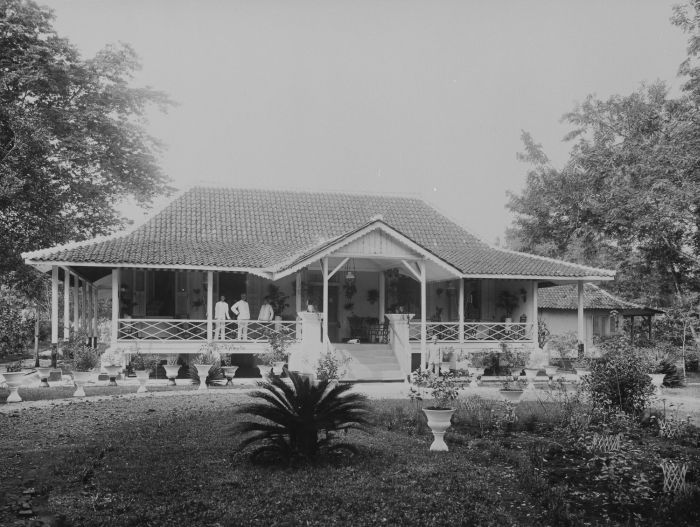
La maison d'un médecin

Le kabupaten de Subang a été créé en 1968 par détachement de celui de Purwakarta.
C'est dans la région de Subang, sur la base aérienne de Kalijati, que le 2 mars 1942, les troupes coloniales des Indes néerlandaises ont signé leur reddition aux troupes japonaises. Le bâtiment où a été signé la reddition est devenu un petit musée, la Rumah Sejarah Kalijati.

## Culture et tourisme

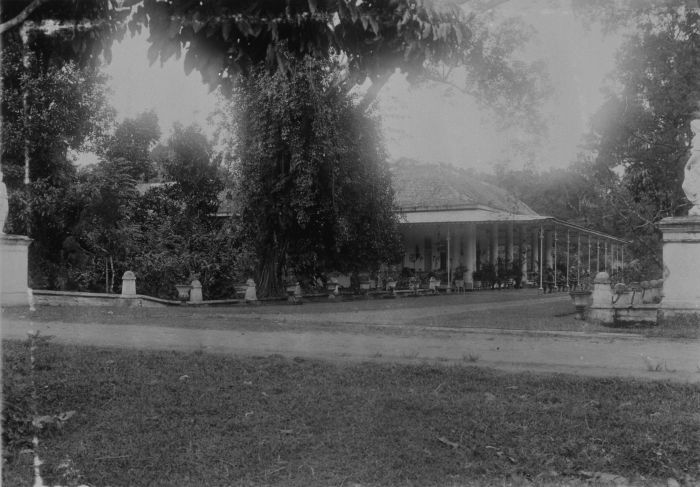
Maison de propriétaire terrien à Subang (vers 1910)

Une des traditions de la région de Subang est la cérémonie du ruatan bumi, ou "exorcisme pour la terre", destinée à remercier les ancêtres protecteurs du village.
Il existe plusieurs villages du kabupaten qui ont su préserver un mode de vie traditionnel et où l'on observe le ruat bumi.
Dans le hameau de Banceuy du village de Wangun Harja, dans le kecamatan (district d'Indonésie) de Cisalak, on trouve même une petite auberge pour les visiteurs.
Dans le hameau de Ciwera du village de Gambarsari, dans le kecamatan de Pagaden, le ruat bumi commence par une réunion de préparation dans le dadahut ou maison communale. Le jour venu, une procession est organisée pour porter des offrandes et jeter de l'eau en signe de purification. Suit une prière collective. Le soir, on organise un spectacle de théâtre de marionnettes wayang golek.
Un autre village qui organise chaque année un ruatan bumi est le village de Neglasari, également dans le kecamatan de Pagaden.